# Венцкови
Венцкови (пол. Więckowy, нім. Wenzkau) — село в Польщі, у гміні Скаршеви Староґардського повіту Поморського воєводства.
Населення — 603 особи (2011).
У 1975-1998 роках село належало до Гданського воєводства.

## Демографія
Демографічна структура станом на 31 березня 2011 року:
|          | Загалом | Допрацездатний вік | Працездатний вік | Постпрацездатний вік |
| -------- | ------- | ------------------ | ---------------- | -------------------- |
| Чоловіки | 312     | 91                 | 197              | 24                   |
| Жінки    | 291     | 69                 | 177              | 45                   |
| Разом    | 603     | 160                | 374              | 69                   |